# Andropogon canaliculatus
Andropogon canaliculatus är en gräsart som beskrevs av Heinrich Christian Friedrich Schumacher. Andropogon canaliculatus ingår i släktet Andropogon och familjen gräs. Inga underarter finns listade i Catalogue of Life.